# José Rueda
José Rueda fue un político peruano. 
Durante el gobierno de Agustín Gamarra fue apoderado fiscal de la provincia de Calca.
Fue elegido senador por el departamento del Cusco entre 1845 y 1853 durante las presidencias de Ramón Castilla y José Rufino Echenique.  
Hacia 1855, formó parte de una comisión creada por el presidente Ramón Castilla para elaborar una propuesta de plan tributario ante la abolición del tributo indígena en 1854.